# Dufourea vandykei
Dufourea vandykei är en biart som beskrevs av Richard Mitchell Bohart 1948. Dufourea vandykei ingår i släktet solbin, och familjen vägbin. Inga underarter finns listade i Catalogue of Life.